# 表面紋理
表面纹理（英語：surface finish）是物质界面的性质，由地形（lay）、表面粗糙度（surface roughness）、起伏度（waviness）三个特征定义。当表面并非理想的光滑平面，而是有局部的微小偏差时，这些偏差就组成了表面纹理。
表面纹理是决定摩擦力的重要因素，并在层间滑动时传递层的信息。对于不同滑动条件下表面纹理对摩擦力和磨损的影响，有可观的研究。表面纹理可以是各向同性的，也可以是各向异性的。当表面具有某些纹理时，在滑动中能观察到粘滑摩擦现象。